# Fuller Warren
Fuller Warren, född 3 oktober 1905 i Blountstown i Florida, död 23 september 1973 i Miami i Florida, var en amerikansk demokratisk politiker. Han var den 30:e guvernören i delstaten Florida 1949–1953.
Warren avlade 1926 grundexamen vid University of Florida och 1930 juristexamen vid Cumberland School of Law. Han inledde sin karriär som advokat i Jacksonville, Florida. Han deltog i andra världskriget som officer i USA:s flotta.
Warren efterträdde 1949 Millard F. Caldwell som guvernör i Florida. Han efterträddes fyra år senare av Daniel T. McCarty. Warren förlorade i demokraternas primärval inför guvernörsvalet 1956 mot LeRoy Collins. Han skrev tre böcker: Eruptions of Eloquence (1932), Speaking of Speaking (1944) och How to Win in Politics (1949), den sistnämnda tillsammans med Allen Morris.
Warren avled 1973 och gravsattes på Nettle Ridge Cemetery i Blountstown. Bron Fuller Warren Bridge i Jacksonville har fått sitt namn efter Fuller Warren.